# Mordellina
Mordellina là một chi bọ cánh cứng trong họ Mordellidae.
Chi này được miêu tả khoa học năm 1908 bởi Schilsky.

## Các loài
Chi này gồm các loài:
- Mordellina amamiensis (Nomura, 1951)
- Mordellina angolensis (Píc, 1937)
- Mordellina antennalis Batten, 1990
- Mordellina aterrima (Ermisch, 1952)
- Mordellina atripennis Ermisch, 1967
- Mordellina atriventris Pic, 1931
- Mordellina atrofusca (Nomura, 1951)
- Mordellina aureopubens Franciscolo, 1967
- Mordellina aureosplendens Franciscolo, 1962
- Mordellina auricapilla Ermisch, 1952
- Mordellina basilewskyi Ermisch, 1965
- Mordellina bipunctivertex Batten, 1990
- Mordellina brachyacantha Franciscolo, 1994
- Mordellina brevicauda Ermisch, 1967
- Mordellina brunneotincta (Marseul, 1876)
- Mordellina callichroa (Tokeji, 1953)
- Mordellina castanea (Ermisch, 1954)
- Mordellina casteneicolor (Ermisch, 1954)
- Mordellina chibi (Kôno, 1932)
- Mordellina curteapicalis (Pic, 1926)
- Mordellina curticauda Ermisch, 1967
- Mordellina daturae (Blair, 1922)
- Mordellina decellei Ermisch, 1968
- Mordellina endroedyi Ermisch, 1967
- Mordellina flavella Ermisch, 1968
- Mordellina flavicornis Ermisch, 1967
- Mordellina fuscocastenea (Ermisch, 1952)
- Mordellina gina Nomura, 1967
- Mordellina gracilenta Ermisch, 1952
- Mordellina gracilis Schilsky, 1908
- Mordellina gutianshana Fan & Yang, 1995
- Mordellina hidakai Nomura, 1963
- Mordellina hirayamai (Kôno, 1933)
- Mordellina humeralis Ermisch, 1950
- Mordellina humerifera Ermisch, 1965
- Mordellina hypopygialis Franciscolo, 1962
- Mordellina ivoirensis Ermisch, 1968
- Mordellina kaguyahime (Nomura & Kato, 1957)
- Mordellina koikei (Tokeji, 1953)
- Mordellina kubotai (Nomura, 1951)
- Mordellina lampros Franciscolo, 1962
- Mordellina leontovitchi Ermisch, 1952
- Mordellina longelytrata Ermisch, 1968
- Mordellina longula (Kôno, 1928)
- Mordellina lucida Batten, 1990
- Mordellina luteicornis Ermisch, 1967
- Mordellina luteorubra Ermisch, 1968
- Mordellina lutericolor Ermisch, 1955
- Mordellina macrophthalma (Ermisch, 1952)
- Mordellina marginalis Nomura, 1967
- Mordellina masaoi Shiyake, 1999
- Mordellina mentiens (Tokeji, 1953)
- Mordellina mikado (Tokeji, 1953)
- Mordellina minutella Ermisch, 1968
- Mordellina misella Franciscolo, 1962
- Mordellina monocalcarata Franciscolo, 1967
- Mordellina moresbyensis Batten, 1990
- Mordellina nigrispinosa (Ermisch, 1953)
- Mordellina nigritula Ermisch, 1968
- Mordellina nigrobrunnen
- Mordellina nigrofusca (Nomura, 1951)
- Mordellina otohime (Nomura & Kato, 1957)
- Mordellina paiwana Nomura, 1967
- Mordellina palleola Nomura, 1966
- Mordellina palliata (Kôno, 1932)
- Mordellina paramoresbyensis Batten, 1990
- Mordellina parcestrigosa Franciscolo, 1994
- Mordellina pilosovittata (Nakane, 1956)
- Mordellina pluristrigosa Ermisch, 1967
- Mordellina problematica Franciscolo, 1952
- Mordellina propinqua Ermisch, 1967
- Mordellina pseudohumeralis (Nakane, 1956)
- Mordellina puncticeps Ermisch, 1968
- Mordellina quinquenotata (Champion, 1927)
- Mordellina ruandana (Ermisch, 1955)
- Mordellina rufobrunnea (Ermisch, 1952)
- Mordellina rufohumeralis Nomura, 1967
- Mordellina semilikiana (Franciscolo, 1959)
- Mordellina signatella (Marseul, 1876)
- Mordellina splendidula Franciscolo, 1962
- Mordellina testaceicolor Ermisch, 1967
- Mordellina tsutsuii (Nakane, 1956)
- Mordellina unispinosa Ermisch, 1950
- Mordellina unistrigosa Ermisch, 1967
- Mordellina uruma Nomura, 1966
- Mordellina vanhillei Ermisch, 1954
- Mordellina variabilis (Píc, 1931)
- Mordellina vidua (Nakane, 1956)
- Mordellina watanabei Tsuru, 2002
- Mordellina yamamotoi (Nomura, 1951)
- Mordellina yezoensis (Chûjô, 1957)